# 878
Năm 878 là một năm trong lịch Julius.